# Pimpla garuda
Pimpla garuda là một loài tò vò trong họ Ichneumonidae.